# 八鹿高校事件
| 年     | 月日              | 事柄 |
| ------ | ----------------- | --- |
| 1974年 | 9月8日-9月9日     | 元津事件発生。 |
|        | 10月20日-10月26日 | 橋本哲朗宅・木下元二議員包囲事件発生。 |
|        | 10月25日          | 生野駅・南真弓公民館事件発生。 |
|        | 10月26日          | 新井駅事件・青倉駅前事件発生。 |
|        | 10月27日          | 大藪公会堂事件発生。 |
|        | 11月22日          | 八鹿高校事件発生。 |
|        | 12月2日           | 主犯丸尾良昭が他の部落解放同盟員3名と共に兵庫県警に逮捕される（第一次逮捕）。このとき出動した警察官の数は5000人にのぼり、あさま山荘事件における警察の動員数1200人を遥かに超えていた。 |
|        | 12月12日          | Oら7名の部落解放同盟員が逮捕される（第二次逮捕）。このとき出動した警察官の数は2000人。                                                                                                |
|        | 12月24日          | 主犯丸尾良昭ら部落解放同盟員2名が逮捕監禁・強要・傷害罪で神戸地検に起訴される。 |
|        | 12月27日          | 主犯丸尾良昭が保釈される。 |
|        | 12月31日          | 8名が追加起訴される（一連の暴力事件で起訴された部落解放同盟員の数は延べ26名、実人数14名であった）。                                                                                   |
| 1975年 | 1月22日           | Sら7名の部落解放同盟員が逮捕される（第三次逮捕）。丸尾ら再逮捕者3名を含む。 |
|        | 5月30日           | 神戸地裁で初公判が開かれる。 |
| 1983年 | 12月14日          | 神戸地裁で被告人13名全員に懲役3年（執行猶予4年）から懲役6月（執行猶予2年）の有罪判決。                                                                                                |
| 1988年 | 3月29日           | 大阪高裁が検事・被告人双方の控訴を棄却。 |
| 1990年 | 11月28日          | 最高裁第一小法廷（裁判長・角田禮次郎）が被告人の上告を棄却。被告人全員の執行猶予付き有罪判決が確定。                                                                                  |

| 年     | 月日    | 事柄 |
| ------ | ------- | --- |
| 1975年 | 7月21日 | 神戸地裁豊岡支部で、八鹿高校教職員たち61名による民事裁判が始まる。被告は八鹿高校事件主犯の丸尾良昭（部落解放同盟兵庫県連沢支部長、八鹿高校差別教育糾弾闘争共闘会議議長＝当時）やY（部落解放同盟南但支部連絡協議会会長＝当時）・兵庫県（代表・坂井時忠知事）・八鹿高校校長ら10名。損害賠償請求額は1億4465万円。 |
| 1982年 | 3月31日 | 神戸地裁豊岡支部で、原告たちと、分離前の相被告兵庫県との間で和解が成立。同年4月10日、原告たちは兵庫県から慰謝料・弁護士費用・見舞金の名目で5円から355万1066円まで 合計約5700万円の金員を受領し、その損害額に補填した。 |
| 1990年 | 3月28日 | 神戸地裁豊岡支部で部落解放同盟の被告丸尾良昭とYが敗訴。主犯丸尾良昭ならびにYは、原告61名中57名に対し、賠償金総額2987万9577円と、事件後約15年の年5分の割合による遅延利息を支払えと命じる内容。裁判所は「事件の発生につき、原告ら（八鹿高校教職員）の側に非難さるべき落度は認められない」と認定し、被告による正当行為、過失相殺の主張をいずれも退けた。ただし「仮執行の宣言は相当でないからこれを付さないこととする」とした。 |
| 1992年 | 7月24日 | 大阪高裁が被告の控訴を棄却。 |
| 1996年 | 2月8日  | 最高裁第一小法廷（裁判長・井嶋一友）が部落解放同盟の主張を「独自の見解」で「採用することができない」と退け、5人の裁判官の全員一致で上告を棄却。 |

八鹿高校事件（ようかこうこうじけん）は、1974年（昭和49年）11月22日に兵庫県立八鹿高等学校で発生した、部落解放同盟の同盟員が集団下校中の教職員約60名を学校に連れ戻し、約13時間にわたって監禁・暴行し、教師48名が負傷、内29名が重傷、1名が重体となった事件である。略称は八高事件（はちこうじけん）。

## 概略
公立高校内に、既に部落問題研究会があるにも関わらず、部落解放同盟を支持する生徒が部落解放研究会を設立しようとした。教師側はこれを拒否したため、話し合いを求めてハンガー・ストライキに入った生徒の支援に訪れた部落解放同盟員らが暴力的衝突を起こした事件。

### 裁判調書に基づく内容
刑事裁判では部落解放同盟の被告人13名が拉致・監禁（致傷）・強要・傷害の罪で起訴され、全員の有罪が確定した。民事裁判は3000万円の損害賠償判決で決着したが 糾弾に荷担した兵庫県と県教育委員会は被害者全員に謝罪し慰謝料を支払った。解放同盟兵庫県連も21年間の遅延利息を含む慰謝料全額の賠償に応じたが、判決については「差別弾圧判決」であると非難し、現在も自らの非を認めていない。
但馬地方ではこの事件以前から部落解放同盟の運動に従わせるために自治体や学校、そして部落解放同盟の過激な運動に反対する日本共産党組織を含む勢力への糾弾・暴力・襲撃事件が起きており、一連の関係事件8件、被害者200名として延べ26名（実人数14名）の解放同盟員が起訴された。それらを総称して、八鹿・朝来事件、八鹿・朝来暴力事件と呼ぶこともある。
部落解放同盟の立場からは八鹿差別事件、八鹿高校差別事件、八鹿高校差別教育事件 などと呼び、この事件の裁判を「差別裁判」「八鹿高校差別裁判」と呼ぶ。
事件当時、中華人民共和国では文化大革命が進行中であり、八鹿高校事件における部落解放同盟員や解放研生徒らの暴力行為は「文化大革命の紅衛兵」になぞらえられることもある。

## 経過概略
但馬地方では、部落解放同盟支部が昭和48年（1973年）に結成され、差別糾弾闘争と行政闘争が活発化した。一方、それを批判する動きも現れた。
そのような状況下の昭和49年（1974年）1月、同和地区在住の八鹿高校女子生徒Nと交際をしていた男性の父親YH（兵庫県幹部職員）が「あの部落に出入りしていたら、お父さん、お母さんはT地区の中でも人に気がねしなければならない。Nさんを諦めてほしい。同和行政は口でこそ言っているが、本物ではなく、部落の人同士の結婚を前提として行われているにすぎない」といった手紙を長男に送っていた事実が、長男により明らかにされた（いわゆるYH結婚差別事件。なお、この事件に際しては、部落解放同盟兵庫県連合会が糾弾闘争費として行政に3000万円を要求し、1500万円の支給を受けた）。この出来事が結婚差別事件として問題になり、それと前後して但馬地方の別の高校でも、女生徒が同じ理由で失恋し家出後に奈良で凍死するという事件（「生野女子生徒自殺事件」）が発生した。
こうした事件の発生を受け、昭和49年（1974年）5月、八鹿高校の部落出身生徒らが日本社会党（現・社会民主党）系統・部落解放同盟系統の部落解放研究会（以下、「解放研」と書くことがある）の設置を高校に申請。この解放研とは、生徒の自主的な要求で運営されるものではなく、また教師の指導のもとに運営されるものでもなく、第一に部落解放同盟の指導を受け、確認・糾弾の行動隊として運営される組織であって、そのことは部落解放同盟の昭和49年度（1974年度）運動方針にも明記されていた。
したがって当初、校長と教頭は職員会議の決定に基づき解放研の設置を認可しなかったが、主犯丸尾良昭を含む部落解放同盟員らや解放研生徒らにより長時間の糾弾を受け、心身ともに限界に達する状況の中で、職員会議の決定を無視して解放研の設置に認可を与えた。しかし八鹿高校には既に生徒自治会と職員会議で認められた部落問題研究会（共産党系の組織）が存在しており、一般教員は部落解放研究会の設置を認めなかった。部落解放同盟は、こうした一般教員の対応を差別として批判した。なお、当時八鹿高校普通科1年生だった解放研メンバーの女性によると、「解放研も3分の1くらいは一般地区の生徒でした」 という。
11月18日朝には八鹿町内にいわゆる解放車が入り、八鹿高校糾弾を叫んだり解放歌を流したりするようになり、八鹿高校の正門前では部落解放同盟員らが八鹿高校教職員に対する非難のビラを配っていた。不穏な空気を察知した教職員たちは、11月20日から集団で城崎の民宿に宿泊し、自衛のために個人行動を避け、集団で登校するようになった。
11月21日、教職員たちは城崎で対策会議を開き、その結果「部落解放同盟による動員状況から22日に糾弾が起きることは必至」と判断。しかし22日当日の行動については意見の一致を見ず、一応登校するだけはして、その後の判断は同和教育室主任に一任することとした。
11月22日朝、教職員たちが集団登校すると、2台の解放車にぴったり付きまとわれ「この教師たちの笑顔はいつまで続くんでしょうか」などと意味深な放送をされた。このとき、ビラを配っていた部落解放同盟員が教師と揉めた際、他の部落解放同盟員が割り込んで「今は行かしたれ」と仲間を制止したり、別の部落解放同盟員から「お前ら、今日は楽にしたるわな」と脅されたりし、リンチを予測させる異様な雰囲気が漂っていた。
教職員たちが八鹿高校内に到着すると、校内にはゼッケンや鉢巻をした部落解放同盟員10数名が入り込み、校庭には糾弾集会用の投光器が据えつけられ、糾弾会の準備が整っていた。このため、同和教育室主任の提案でただちに職員会議が開かれ、22日の授業は中止して教職員全員で集団下校することが決まった。午前9時40分から45分頃のことである。
それに対し、解放同盟や兵庫県教組本部などによって結成されていた八鹿高校差別教育糾弾共闘会議側は、ピケット・ライン（ピケ）を張って制止した。共闘会議側は、教師らを暴力で校内に連れ戻し、体育館などで「糾弾会」として自己批判書を書かせる事態に発展した。このとき、教師側に負傷者が出た。体育館や解放研部室などでは自己批判書を書くまで以下のような状況が繰りひろげられた。

下校していた解放研以外の生徒たちは部落解放同盟と解放研生徒らによる糾弾暴行事件発生を伝え救出を求める「町内デモ」を決行、暴行を受ける教師たちの救出を訴えた。この事件で部落解放同盟側が採った糾弾の様式は「インディアン方式」と称するもので、ターゲットの周りに糾弾者たちが環を作り、ぐるぐる回り、拡声器を被糾弾者の耳元に寄せて罵声を浴びせるというものである。被害教師全員が約12時間45分にわたる監禁ののち解放されたのは、午後10時45分頃のことであった。
事件後、日本共産党支持・不支持を超えて生徒を先頭に部落解放同盟に対する18,000人参加という大規模な町民抗議集会が行われ、大半の町民も集会に参加して教職員側を支持。
部落解放同盟員らが多数逮捕され、但馬地方での一連の襲撃事件、すなわち
1. 元津事件 - 1974年9月9日、部落解放同盟員40人〜50人が[44] 兵庫県朝来郡朝来町の路上で兵庫県教職員組合朝来支部長の橋本哲朗など部落解放同盟に批判的な10名を取り囲み、約10時間にわたり「割り木で殴り殺したろか」[45]「大根みたいに切り刻んでやろか」[45]「差別者、糾弾する」「ビラ撒いたやろ」「1日で済む思ったら大間違いだ。1週間でも10日でもやってやる」などと怒号し、なおかつ左足を踏みつける・足を蹴る・小突くなどの暴力をふるい[45]、同人らを不法に監禁した事件[46]。事件後も橋本には耳鳴りや難聴などの障害が残った[47]。
2. 橋本哲朗宅・木下元二議員包囲事件 - 部落解放同盟員らは1974年10月20日から朝来町の橋本哲朗宅の近所にテントを張り、「橋本哲朗糾弾闘争本部」の看板を掲げて「お前を殺して部落が解放されるんだ」などとマイクでアジテーションを行っていたが[48]、10月22日になるとさらにエスカレートし、10月26日まで最盛時は連日500名〜2000名で[49] 橋本宅を取り囲み、ハンドマイクや肉声で「橋本糾弾」「橋本出て来い」「お前は完全に包囲されている。今すぐ出てきなさい。わしらを怒らせたら怖いぞ」「子供が可愛くないのか」「最後の最後まで闘うぞ」などと怒号し、橋本を不法に監禁。また、10月22日、橋本宅を訪れた木下元二（衆院議員、日本共産党）たちが自動車で退出しようとしたのを認めるや、部落解放同盟員らがこの自動車後方の溝蓋の上に寝転び「お前たちが車をバックさせたら殺人者として法廷に出んならんことは明らかだ。お前たちの車がちょっとでも動いてみろ、殺人者だ」などと怒号し、この自動車の発進を不可能ならしめ、木下らを橋本宅に引きこもることを余儀なくさせた上、橋本宅を多数の部落解放同盟員で取り囲み、マイクで「差別者集団日本共産党宮本一派よ、お前たちは階級の裏切り者、階級の敵である」などと怒号し、「日本共産党糾弾」「部落解放同盟は闘うぞ」「最後の最後まで闘うぞ」などとシュプレヒコールを繰り返し、約4時間30分にわたり同人たちを不法に監禁した事件[46]。監禁中、橋本一家は朝から戸や窓を閉め切り、カーテンを引き、夜も電灯を消して屋内を暗くする生活を余儀なくされ、家族全員が不眠症となり、事件後もPTSDで心身の健康を害したと認定された[50]。
3. 生野駅・南真弓公民館事件 - 部落解放同盟員らが昭和49年（1974年）10月25日、兵庫県朝来郡生野町の国鉄播但線生野駅ホームにて、民青同盟員たち20名を取り囲み、頭・顔・腕などを殴打し、首や背中を蹴り、髪の毛を引っ張り、付近のマイクロバスに拉致し、南真弓公民館に連れ込んで不法に監禁し、約4時間30分にわたり再び顔面や背中に殴る蹴るの暴行を加え、毛髪を引っ張り、タバコの火を手に押しつけ、ハンドマイクを耳元に当てて「なんで（部落解放同盟を批判する）ビラを配ったか」「リーダーは誰だ」などと怒号し、加療5日から2週間の傷害を負わせた事件[51][52]。
4. 新井駅事件 - 部落解放同盟員らが昭和49年（1974年）10月26日、国鉄播但線新井駅前付近にて、35歳と33歳の男性の顔面を殴打し、頭部を角材で殴打し、また胸部や大腿部を蹴るなどの暴行を加え、骨折や頭部裂創などの傷害を負わせた事件[51]。
5. 青倉駅前事件 - 部落解放同盟員らが昭和49年（1974年）10月26日、国鉄播但線青倉駅前付近にて、35歳の男性など4名の顔面を手拳で殴打し、足で大腿部を蹴り、加療1週間から3週間の傷害を負わせた事件[51]。
6. 大藪公会堂事件 - 部落解放同盟員らが昭和49年（1974年）10月27日、25歳の男性ならびにその47歳の父親に対し集団暴行を加え、顔面や胸部などを手拳や平手で殴打し、腹部や脚部や腰部を足蹴りした事件[51]。

と一括した形で起訴された。また、部落解放同盟員以外にも、八鹿高校校長や八鹿警察署署長や兵庫県教育委員会同和教育指導室主任社会教育主事らが逮捕監禁・強要罪などの容疑で送検され、うち校長や同和教育指導室主任についてはそれぞれの罪が認められながらも、神戸地検の判断で起訴猶予となった。署長については容疑不十分で不起訴処分となった。これらを含め、本事件における不起訴者は177名に及ぶ。被害規模の大きさに比べて起訴された者が少なかったのは、集団暴力事件の特異性により、3名以上の被害者から犯行が特定された者に限って起訴されたためである。
刑事裁判では一審、二審とも、一連の事件の背後には部落解放同盟と日本共産党の対立があり、解放研を認めなかった対応について教職員らの対応はいかにも性急で差別的と見られる余地があり、不適切な対応であると指摘されたものの、
と判断し、被告全員に執行猶予付き有罪判決を下し、昭和63年（1988年）3月29日、大阪高裁も原審を支持した。平成2年（1990年）11月28日、最高裁の上告棄却により部落解放同盟のメンバー13名の有罪が確定。その内訳は
1. 被告人1（部落解放同盟兵庫県連合会沢支部支部長） - 懲役3年、執行猶予4年（罪名は逮捕監禁致傷・傷害・強要[1]）
2. 同2（部落解放同盟兵庫県連合会南但地区支部連絡協議会青年部副部長） - 懲役2年、執行猶予3年
3. 同3 - 懲役2年、執行猶予3年
4. 同4（部落解放同盟兵庫県連合会南但地区支部連絡協議会青年部長、青年行動隊長） - 懲役2年、執行猶予3年
5. 同5（部落解放同盟兵庫県連合会薮崎支部支部長） - 懲役2年、執行猶予3年
6. 同6（部落解放同盟兵庫県連合会南真弓支部副支部長） - 懲役1年6月、執行猶予3年
7. 同7 - 懲役1年、執行猶予3年
8. 同8 - 懲役1年、執行猶予3年
9. 同9 - 懲役1年、執行猶予3年
10. 同10 - 懲役10月、執行猶予2年
11. 同11 - 懲役10月、執行猶予2年
12. 同12 - 懲役8月、執行猶予2年
13. 同13（部落解放同盟兵庫県連合会薮崎支部書記長） - 懲役6月、執行猶予2年

というものであった。この他、部落解放同盟兵庫県連合会南但地区支部連絡協議会青年部副部長と青年行動隊副隊長を兼ねる同盟員1名が公判中に死亡し、公訴棄却となっている。

それに続く平成8年（1996年）2月8日、暴行傷害犯人らに対する民事訴訟でも、総額約3000万円の損害賠償請求が最高裁で確定した。また兵庫県と県教委も八鹿高校事件での「原告全員に慰謝料を支払うという和解に応じて裁判は終結した。なお、この民事訴訟の第一審判決では、刑事訴訟の第二審判決における部落解放同盟寄りの判断、すなわち
に対し、「解放研の性格と実態、解放研生徒の要求する『話合い』の内実等を仔細に検討すれば、右の指摘が果して正鵠を射たものかどうか疑問なしとしないのである」と批判が加えられている。すなわち、解放研の性質について重大な危険性を明確に認定し、なおかつ、解放研との話し合いの拒否について差別性がないことを認定し、さらに集団下校についても無理からぬ緊急避難と裁判所が公に認定したものである。

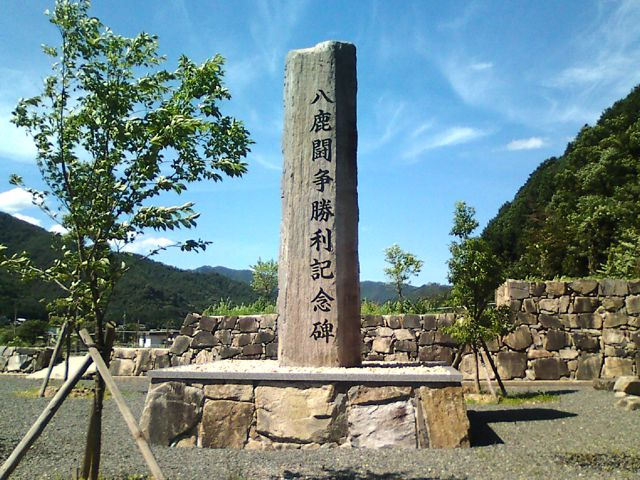
「八鹿闘争勝利記念碑」。表から撮影。

このように刑事民事ともに解放同盟側の非が認定されたにもかかわらず、平成22年（2010年）1月、主犯丸尾良昭が「八鹿闘争勝利記念碑建立委員会」を名乗り、兵庫県朝来市に「八鹿闘争勝利記念碑」なる石碑を建立した。碑の裏側には
と、解放同盟の「勝利」を宣言する文章が刻まれている。しかしこの碑の「勝利」という文字は、真っ赤な文字でたびたび「敗北」といたずら書きされている。

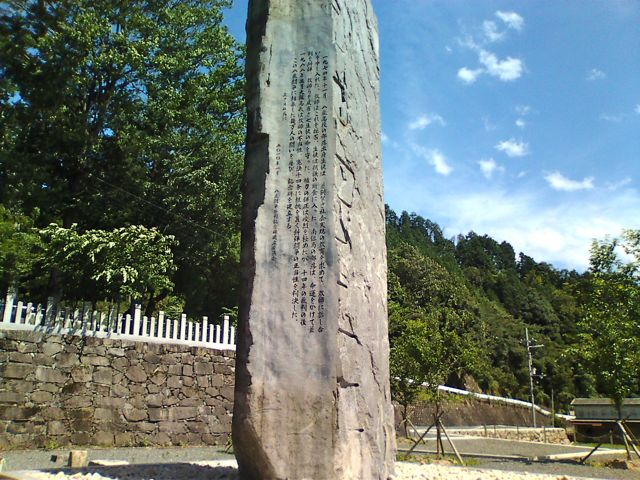
「八鹿闘争勝利記念碑」。裏から撮影。

なお、争いのそもそもの焦点となった「解放教育」と「同和教育」は事件後に両方とも衰退し、部落解放同盟側の「解放研」は事件から3年ほどで廃部となり、生徒自治会と職員会議で認められた「部落研」も1979年頃に廃部となった。

## マスコミ報道
本事件については、「暴力はなかった」と部落解放同盟中央本部、日教組本部、全同教（現・全人教＝全国人権教育研究協議会）が談話・声明の類を発表し、日本社会党（現・社会民主党）の機関紙『社会新報』もそう報道した。ただし、部落解放同盟滋賀県連は独自に調査団を派遣した結果、暴力行為の事実を確認し、発表している。
三大紙では「朝日新聞」の報道が最も遅く、11月29日になってから初めて本事件を報じている。それも11月28日の参院法務委員会で日本共産党の内藤功議員の質問により、警察庁側が負傷者44人の存在を認めたためであった。このことについて、朝日新聞記者の上丸洋一は次のように書いている。
事件当時、朝日新聞大阪本社には「なぜ書かないか」という抗議の電話が20日間に約500件、多い時は朝から夜まで159件かかり、その凄まじさは朝日新聞社にとって前代未聞であったといわれる。最終的に朝日新聞は八鹿高校事件を報じたものの、記事の内容は「すわりこんだ生徒（丸尾らが指導する「解放研」の生徒─引用者註）に、他の生徒から、ひどい差別言辞が浴びせられ、大きなショックをうけた」 など、部落解放同盟によるデマの垂れ流しであり、事件を実際に体験した地元住民からは朝田善之助にひっかけて「朝田新聞」と嘲笑されていた。
テレビでは、NHKが事件発生4日目に本事件を報道している。
1993年7月1日付『朝日新聞』は夕刊の連載「戦後50年メディアの検証」で八鹿高校事件を取り上げた。それによると、朝日新聞社は部落解放同盟から何度か糾弾を受けたため自己規制に陥り、「批判的なことを書くなと言われたことがない」にもかかわらず事実を報道しなかった、という。これに対して1995年7月、西岡幸利（兵庫県人権共闘会議代表委員）は『兵庫民報』で「朝日は解同の積極的な代弁者」であったと反論。解同の暴力と対峙していた兵庫県高等学校教職員組合（兵高教組）執行部に対する転覆の動きを『朝日新聞』が編集委員の署名入りで公然と称揚していたことを指摘し、これは単に「事実を報道しなかった」域を越えている、と批判した。
1973年に日本新聞協会が新聞記者の意識を調査した結果によると、部落問題は45.5パーセントの新聞記者からタブー視されており、あらゆるタブーの首位を占めていた。
事件を積極的に報道しようとしなかった多くのマスメディアとは対照的に、八鹿高等学校生徒自治会は「八高11・22その日」第1集・第2集などを発行し、自らの力で部落解放同盟の暴力と非道を世に訴えた。

## 警察の対応

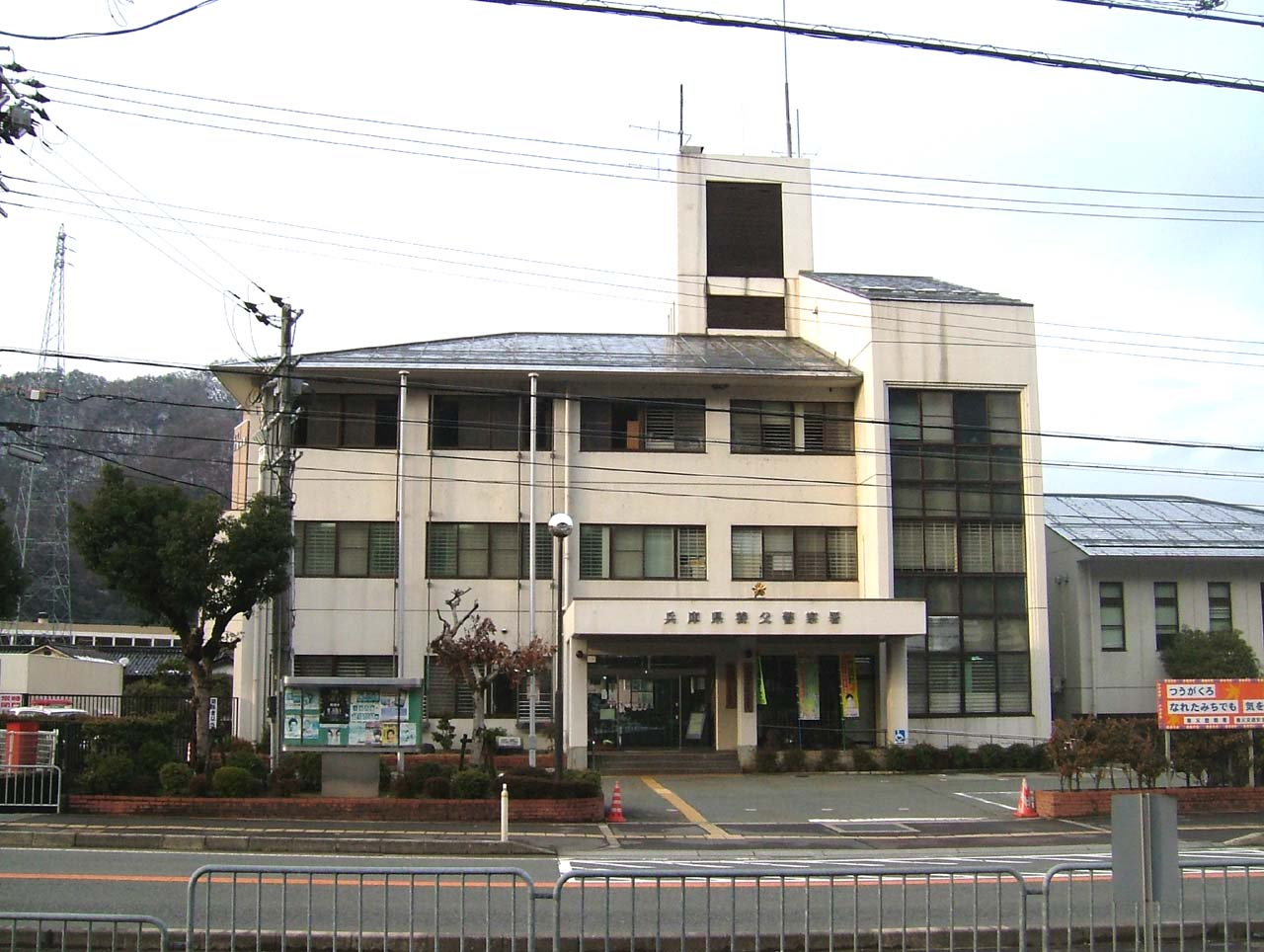
リンチ行為を当初傍観していた八鹿警察署（現・養父警察署）

本事件においては、地元警察が部落解放同盟による集団暴力行為を長らく傍観していたとの複数の指摘がなされている。部落解放同盟員に拉致されそうになった教師が警官にしがみつくと、警官は教師を払い落とし「私には妻も子もある」と言い捨てたとの証言もある。八鹿高校事件の現場に居合わせた安武洋子（参院議員・日本共産党）は
と発言している。

このような警察の対応について、青柳盛雄（衆院議員・日本共産党）は
と発言し、警察と部落解放同盟が反共主義の一点で結託していたのではないかと考えた。諫山博（衆参院議員・日本共産党）もまた「反共暴力集団に対して警察が泳がせ政策をとっているのではないか」「あるいは警察が暴力を恐れていたのか」と国会で追及したが、佐々淳行（警察庁警備局警備課長＝当時）は「現場の種々の条件からいって現行犯逮捕を行うだけの十分な条件が現場になかった」「部隊が当日フォード大統領警備に従事をしておったために、その点配慮がおくれ、事件処理が遅くなった」と弁解した。

一方、八鹿出身の小島徹三（衆院議員・自民党）は
と発言し、警察を擁護した。
1974年11月24日には、八鹿警察署長が神戸地検検事正あてに告発を受けた。罪名は公務員職権濫用罪、保護責任者遺棄致傷、犯人隠避であった。この告発は容疑不十分で不起訴処分となったが、神戸検察審査会への不服申立ての結果、公務員職権濫用罪と保護責任者遺棄致傷については1975年11月7日に不起訴不当の裁決が出た。ただし検察はその後、再度不起訴処分を決定している。
警備課長として八鹿高校事件に関わった佐々淳行は、退官後の回想記の中でこの事件に触れている。それによると、佐々自身は現場の無警察状態を速やかに断固排除すべしとの立場だったが、警察の中のハト派は日本共産党と部落解放同盟の対立を「ハブとマングースの闘い」にたとえて「放っておけば互いに自壊する」と期待し、不介入方針を唱えていたという。
当時の兵庫県知事の坂井時忠は兵庫県警本部長出身で、兵庫県副知事の山口廣司も警察官僚出身であった。坂井は11月18日（八鹿高校事件の4日前）に八鹿高校「糾弾闘争本部」の現地を訪れて主犯丸尾良昭らと握手・激励し、八鹿高校事件の当日には山口廣司らも現地を訪れていることから、坂井や山口は部落解放同盟の蛮行の「およがせ政策」に与した者と位置付けられている。山口も小中学校の校長会に出席し、部落解放同盟の糾弾に生徒を引率し動員するように要請したことがある。
このような関係から、選挙運動では坂井県政への批判的発言に対して丸尾派の青年行動隊が血相をかえて「坂井は味方だ、取り消せ!」と喚いて演壇に詰め寄ったこともある。さらに、養父町の町長の朝倉宣征が部落解放同盟に反対する勢力を集めて「明るい養父町をつくる会」の準備集会を開くに際し、部落解放同盟からの襲撃を恐れて警察に会合場所の警備を依頼したところ、情報が部落解放同盟に筒抜けになっていたこともある。
最終的に、前警察庁長官の高橋幹夫の決断で、警察庁次長の土田國保が兵庫県警本部長の勝田俊男に烈しい口調で長官の指示を伝え、5500名の青ヘル全国管区機動隊が転進・投入された。ヘルメットには北海道や岐阜や長崎など日本全国の所属県警名が白ペンキで書いてあり、部落解放同盟はそれがフォード大統領の警備の使い残しとは知らないので、警察庁が本気を出して全国動員をかけたものと受け取り、おとなしくなるだろうと佐々は読んでいた。結果としてこの読みは当たり、部落解放同盟からは11名の逮捕者が出たが、日比谷公園ではこの逮捕に抗議する3万人規模の全国集会が開かれ、デモ隊が警察庁と警視庁を包囲した。それに対し、警視庁は機動隊2個隊800名を緊急配備してデモ隊の襲来に備えたところ、デモ隊は「時間がなくなった」と称して総理府と官邸にデモの目標を変更し、結果として紛争を事前に防ぐことができたという。部落解放同盟の無法に見て見ぬふりを続けてきた各県警の姿勢は、これ以後次第に変わり始めたと佐々は記している。

### 政治的背景
当時、日本中に革新知事が誕生していた。兵庫県政も保守から革新に代わりかけていた。それに対して保守知事の坂井時忠が革新陣営の分断を図る意味で部落解放同盟の暴力を放置していた、との分析がある。
すなわち、日本社会党と日本共産党は同和問題に関して見解が合わなかった。この点に注目した警察官僚出身の坂井知事が再選を狙って警察権力でマスコミ統制を行った、という見方である。

## 裁判での証言
八鹿高校事件刑事裁判の第12回公判（1977年5月6日）の証人として喚問された兵庫県豊岡警察署の巡査部長（当時八鹿警察署鑑識係巡査長）は、こう証言している。

## 部落解放同盟による民族差別
八鹿高校事件の被害者の中には朝鮮民族出身の教員がおり、部落解放同盟や解放研生徒からは「○○（教員の名）チョウー」と侮蔑的に呼ばれていた。法廷で被害者側の弁護士の山内康雄が「それは民族差別ではないか」と質問すると、部落解放同盟は何も反論できなかった。

## 主犯丸尾良昭のプロフィール
田宮武「被差別部落の生活と闘い」（明石書店, 1986）p.223-259に主犯丸尾良昭のインタビューが収録されている。それによると、丸尾は1941年8月1日に兵庫県朝来郡中川村（のち朝来町、現・朝来市）の被差別部落に生まれ、旧姓はY（起訴猶予になった解同南但支部協議会長と同姓）。兵庫県朝来郡の中川村立中川中学校（現・朝来市立朝来中学校）に在学中、「どこそこの部落の言葉は違う」という国語教師の発言を差別発言として糾弾し、解雇に追い込んだという。中学卒業後、尼崎の自動車整備工場に5年間在職。当時、職場の先輩と乱闘事件を起こし、腎臓を悪くして1年ほど入院していた。
5年目に家庭の事情で但馬に戻り、21歳から新日本運輸に修理工として12年間在職。このうち10年間は組合活動に従事し、新入社員の教育も任され、この経験が後に部落解放運動で役立ったという。当時は地元の部落民の、ギャンブル、飲酒、セックスに溺れる自堕落な暮らしぶりを見て嫌悪感を持ったといい「わたしはもう部落の人間は嫌いでしたな。わたし自身が嫌いやった」「当時は、村の中では異端児でした」と語っている。また、みずからが部落民であることを隠したまま、同僚との部落差別的な会話に乗り、みずから部落差別発言をすることもあったという。
1965年頃、豊岡の本社工場に勤務していた当時、朝来町新井の自転車屋で機械の部品を無料で分けてくれとせびり、代金を支払うよう求められて喧嘩になり、警察に通報され、現場に駆けつけた警官から「謝罪しなければ逮捕する」と言われたのでやむなく謝罪、しかし腹の虫が収まらず、帰宅後に部落民の仲間を集めて自転車屋に押しかけ、「部落解放同盟」の名のもとに警官ともども糾弾し、自己批判書と「一切の脅迫を受けておりません」との確認書を書かせたことがある。
和田山の支店に転勤すると丸尾が部落民であることは周知の事実となり、運転手と喧嘩した時に「われみたいなもん、なに怖いんやッ」と言われ、これを差別発言として謝罪させたことがある、という。新日本運輸に在職しつつ、1971年暮れ頃から妻と共に自らの自動車整備工場を作り始め、退職後に独立。1971年から部落の同対委員となり、1972年から南但民主化協議会青年部副部長をつとめる。
朝来町の確認会では、社会教育主事による「いやしくも（苟も）、なになに」という発言を「卑しくも」と曲解して反発し、「ほかの所では良いけれど、われわれに"いやしくも"というような言葉は使うな。それはなんの意味だあ。おまえにその言うてることが差別だと分からしたる」と糾弾したことがある。1976年8月26日の八鹿・朝来事件併合審理の刑事公判で丸尾は、検察官に向かって「あなたにも子供がいるだろう。あなたの子供が部落問題とぬきさしならない関係になったら、今のような顔はしておれない。あなたの顔から笑いが消えるぞ」と凄んだ。

丸尾はまた、上記の田宮武による1986年のインタビューでも
と、八鹿裁判の事実認定とは全く相反する発言をおこなっている。
さらに丸尾は、八鹿高校事件の民事裁判の控訴審第1回（大阪高裁、1990年12月20日）で「部落出身であることを隠して結婚した兄の息子の結婚式に出席したが、…その兄から『わしが死んだら、子どもと縁を切ってやってくれ』と頼まれて『わかっとるがな』と承知した」と陳述し、「卑屈にも部落差別を容認した過去の体験を、ためらいもなく反省を加えることもなく述べた」と批判を受けた。
なお、刑事裁判の地裁審結審後、部落解放同盟兵庫県連の内部で対立・抗争が激化し、この結果、丸尾は県連書記次長や執行委員から「きわめて陰湿な人間で、八鹿事件では黙秘権どころか警察の取調べに対し仲間のことを口軽くしゃべった、自己批判せよ」（1983年5月20日付の声明文）などと公然と批判された。

## 解放同盟側の見解
部落解放同盟員らは、1975年に八鹿高校教職員たち61名から民事訴訟を提起され、慰謝料等を請求された。これに対し、部落解放同盟側は「暴力など振るっていない」「教師たちとの話し合いは整然と行われていた」「仮に暴力があったとしても、教師たちが突然下校してしまい、しかも頑固だったため、傍にいた同盟員が突発的に手を出しただけ。他の同盟員らと共謀したわけではない」「差別教師に対して当然の糾弾権を行使しただけ」「仮に暴力があったとしても、教師たちにも落ち度があり、慰謝料額は大幅に過失相殺すべきである。そして教師たちは既に兵庫県から多額の和解金を受け取っているから、我々は何も払う必要はない」などと様々に抗弁したが、これらの主張は民事訴訟で全て退けられた。このとき、部落解放同盟側の代理人弁護士を務めたのは麻田光広、山上益朗、松本健男、桜井健雄、上野勝、中北龍太郎らであった。部落解放同盟は、八鹿・朝来事件の裁判を「第二の狭山裁判」と位置づけ、全国動員をかけ、1975年5月30日の初公判には神戸地裁に数千人の部落解放同盟員が集結した。

### 部落解放同盟による暴力そのものがなかったとする立場
1974年12月7日に八鹿入りした日本社会党調査団（団長・湯山勇）は「暴力を見たものはひとりもいなかった」と主張し、衆院議員の和田貞夫（日本社会党）は1974年12月24日の衆議院地方行政委員会で「赤旗」の報道を「あまりにもひどい一方的な発言、一方的な報道です」と批判。部落解放同盟による暴力を大々的に宣伝したのは日本共産党によるデマと訴えた。
ただし、この和田自身が翌1975年12月18日の衆議院内閣委員会では「いかにも八鹿高校の問題が、原因を抜きにいたしまして、ただリンチ事件、暴力事件があった、これを部落解放同盟がやっているのだという誇張された宣伝」と述べ、本事件における部落解放同盟の暴力とリンチを認めてしまっている。1976年4月21日の部落解放同盟兵庫県連大会では、執行部派が反執行部派の丸尾良昭（八鹿高校事件主犯）に対して「おまえ、ええかっこいうが、朝来事件や八鹿高校事件は暴力ではなかったのか。『解放研』の女子高校生を強姦までしている」と野次っており、八鹿高校事件における、強姦を含む暴力行為の存在が部落解放同盟の内部でも知られていたことが窺える。

このような日本社会党によるプロパガンダの「方向修正」について、日本共産党は
と批判した。

1975年2月21日から翌日にかけて、北九州市職員労働組合（北九市職労）を中心とする91名の「福岡県八鹿高校事件現地調査団」（団長は片岸真三郎＝北九市職労委員長）が八鹿高校事件の真相を知るべく現地を視察。部落解放同盟の役員でもある門司清掃からの参加者が
と同年3月20日付で機関紙『北九の仲間』に書いたところ、部落解放同盟の地協から除名される騒動に発展したこともある。
裁判では被告人の誰一人として、八鹿高校で暴力事件がなかったと陳述する者はなかった。また、1983年の刑事裁判地裁判決後には『解放新聞』が「今後は、個々の闘争の状況についての立証を重ね、監禁・強要などの事実が存在しなかったことを明らかにしたい」 と報じた他、県連委員長の大西正義も「糾弾で負傷者が出たことは誠に遺憾だが、本来私たちの糾弾は暴力を否定するもの」 とコメントしており、この段階ではもはや部落解放同盟も傷害の事実に対する否認の主張を放棄していた。糾弾に加担した八鹿高校校長（当時）は当初「暴力は現認していない」と言っていたが、後に法廷で証言を翻し「現在はあったと思っております」と述べている。
なお、少年時代に部落解放同盟系の団体で活動していた上原善広は「八鹿事件は共産党のデマだ」と教えられてきたが、大人になりルポライターとして取材を進めるうち「暴力行為があったのは事実だと確信」するに至った、と述べている。

### 部落解放同盟による暴力はあったが、被害者のせいであるとする立場
部落解放同盟の立場から編纂された『部落問題事典』（部落解放研究所編、解放出版社発行、1986年）は、本事件における暴力糾弾への摘発を「刑事弾圧」と呼んだ上で、
と記し、争いの原因はあくまで被糾弾者の側にあったとしている（筆者・麻田光広）。
部落解放同盟の上杉佐一郎は、「八鹿高校事件などは、日本人民全体に対する警鐘」と断言し、暴力は「差別者」に対する警告であったと恫喝し、「居直り強盗の態度」と批判された。
当初、部落解放同盟による暴力の存在を否定していた『解放新聞』は、やがて「差別教師引き金論」「共産党挑発論」に転じ、「かつて関東軍みずから張作霖を爆破しながら、これを中国人民になすりつけ、中国侵略の口実につかったのと同じ手口を宮本一派が使っている」と主張した。

### 部落解放同盟による暴力はあったかもしれないが、被害者のせいであるとする立場
後年、主犯丸尾良昭（部落解放同盟兵庫県連合会沢支部支部長＝当時）は内紛により部落解放同盟兵庫県連合会から除名処分を受けたが、その後も八鹿高校事件における部落解放同盟側の正当性を訴え続けている。2012年、上原善広の取材に応じた丸尾は
と発言している。（主犯丸尾良昭は八鹿高校事件のほか、元津事件ならびに橋本哲朗宅・木下元二議員包囲事件でも起訴されていた上、捜査段階から「本件は正当な糾弾権の行使であり、罰せられるべきは橋本哲朗であり、八鹿高校教師集団である」「差別を公然と行い、恥じることのなかった教師集団と、それを後ろであやつる日共差別者集団宮本一派こそ罰せられるべきであると思う」などと開き直りを続けており、一審における懲役4年の求刑にも拘らず執行猶予がついたことについて、検察から量刑が軽すぎるとの異議が申し立てられていた。）
丸尾の「暴力は一切、やってません」との主張は、神戸地裁豊岡支部の民事判決で完全に退けられ、「被告丸尾良昭は、名実共に糾弾共闘会議の議長として動員された解放同盟員らの行動全般を指揮、統括しており、解放同盟員らによる本件不法行為につき、いずれも認識、認容しながら、ある部分については明示的に指揮し、他の部分については流れにまかせるなどして、結局、解放同盟員らと明示又は黙示に意思を通じ、本件不法行為の全部を共同して行ったものというべきである」と認定された。
また神戸地裁の刑事判決では、犯行当日（1974年11月22日）、丸尾が八鹿高校の学生自治会役員から「暴力はやめてくれ」と言われたが「もう、おそい」と相手にしなかったこと、同日午後2時ころ別の生徒から「暴力は振るわないという約束に反したではないか」と追及され「暴力は仕方がなかった」と答えたことが認定され、この認定は大阪高裁の控訴審でも肯定されており、「暴力は一切、やってません」との上掲発言とは相容れない。

### 部落解放同盟はむしろ暴力の被害者であるとする立場
事件当時、部落解放同盟はマンガ入りのチラシ「暴力の犯人はいったい誰だ!! 日本共産党差別者集団宮本一派にあやつられる教師群団（ママ）─」を配布して世論誘導を図った。その内容は
- 部落研の生徒たちが二階の窓から「エッタ帰れ」「四つ帰れ」などと叫んだ。
- 教師集団は授業打ち切りを宣言。座り込んでいる解放研の生徒たちを「アホンダラーそんなことをやるのはエッタや!!」と罵りながら図書室に集まった。
- 図書室で協議した結果、教師集団がスクラムを組んで下校を始め、制止する校長らを突き倒して失神させた。
- 「子供を殺すのか」と制止する丸尾を、教師集団はめった打ちにして引きずりながら校門を出て行った。
- やがて立脇履物店の前で民青4人が教師集団に飛びかかり、乱闘を繰り広げた。
- それを見た丸尾は解放車に駆け上がり「暴力はいけない」と叫んだ。

というものであったが、調査の結果、検察も生徒自治会 も差別発言を聞いた者の存在を一人も確認できず、全くの事実無根であることが判明したという。しかし事件当時、杉浦明平はこのデマを鵜呑みにし、『解放新聞』で「日共のやり方は計画的挑発だし、部落大衆と民主主義への挑戦だ」とコメントした。『解放新聞』は「"部落解放運動"の歴史のなかで八鹿高校事件ほど大仕掛な弾圧事件は存在しない」とも報じた。
ところが裁判では、丸尾は「部落解放同盟こそ暴力の被害者である」とは一言も主張しなかった。ただし、部落解放同盟兵庫県連北川派が丸尾に暴力を振るった事実はある。
また1975年には、町内を通行中の部落民に対し、部落解放同盟が解放車から「おまえもエッタではないか、それならそれらしくしろ」と叫び、翌日になると「きのう日共が町内をエッタ、ヨツと差別宣伝した」と喧伝する自作自演行為が報じられた。

### 非公式に糾弾の行き過ぎを認める立場
灘本昌久は
と述べ、部落解放同盟の内部にも非公式には同盟側の非を認める声があることを証言している。また、神戸地裁の刑事判決も「本件が"いきすぎた糾弾"であったことは少なからぬ被告人が自認している」 と述べている。
1995年には、部落解放同盟の立場から編纂された『戦後 部落問題関係判例[解説編]』までが本事件について「約50名の負傷という結果を出したことは糾弾闘争としてあってはならないこと」 と批判するに至った。ただし今日に至るまで、部落解放同盟が公式に自らの誤りを認めたことはない。

## 解放同盟批判派の見解
上記のように部落解放同盟の公式見解としては本事件の責任を日本共産党の「差別教育」に帰しているものの、最高裁民事判決は、事件当時の八鹿高校の同和教育授業について「少なくとも部落差別を助長するような差別教育ではなかったことは明らか」と判示している。

事件当時における八鹿高教師のリーダー格で「部落研」の顧問を務めた片山正敏（高教組但馬支部長＝当時）は、2012年、上原善広の取材に応じて
と述べている。また、共産党員以外の教師も
などと証言し、無党派層や社会党支持者も解放同盟から暴力の被害を受け、あるいは「自己批判書」を書くことを強要されたと伝えている。

また、部落解放同盟と対立関係にある人権連は
と述べ、「同和はこわい」とのイメージが社会的に定着したのは、本事件における部落解放同盟の暴力行為によるものと評している。

寺園敦史もまた、前記の「八鹿闘争勝利記念碑」の碑文を「歪曲、あるいは主観的な意見という範囲を超えた、嘘の記載」と批判し、
と論じている。

### リンチの具体的な内容

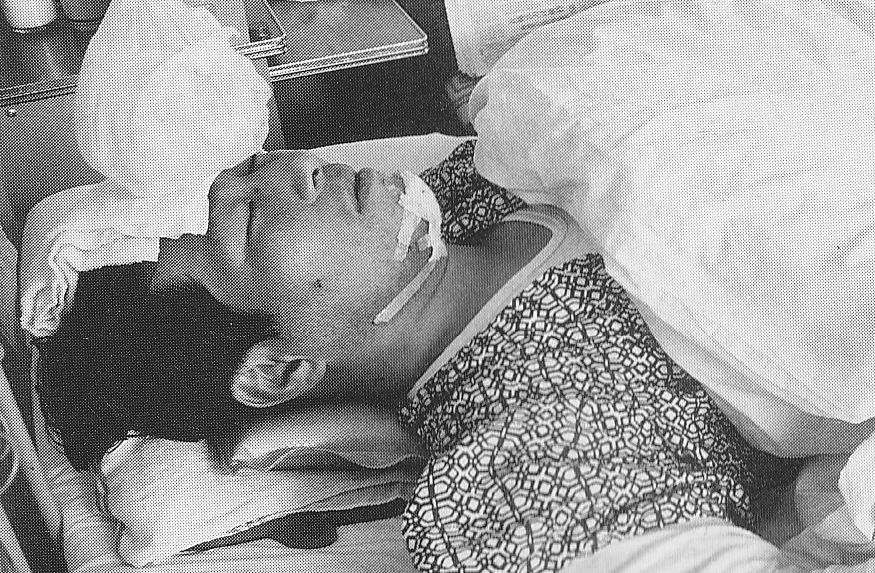
八鹿高校事件で暴力を受けた被害者の写真。激しい暴力を受けた結果、意識不明のまま病院に搬送され、入院27日間の加療を余儀なくされた。

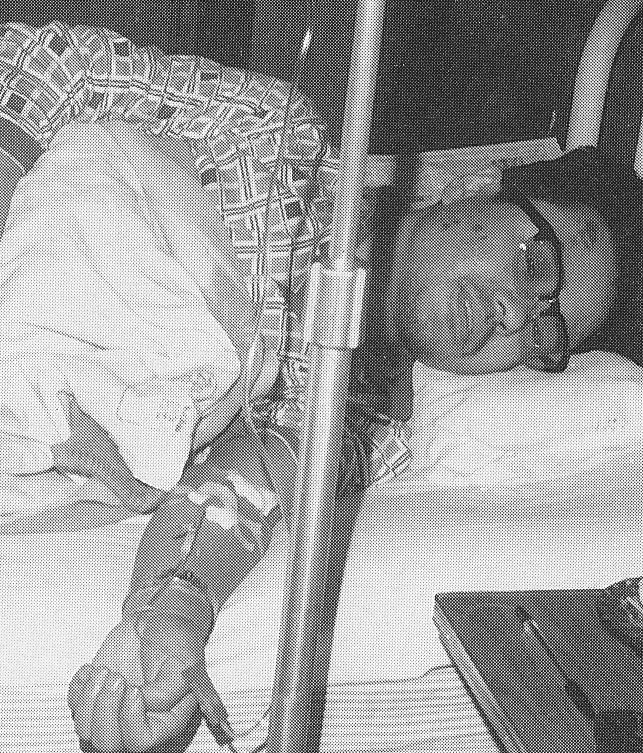
八鹿高校事件で暴力を受けた被害者の写真。火がついたタバコを押しつけられ、牛乳ビンや南京錠で殴打され、入院16日間の加療を余儀なくされた。

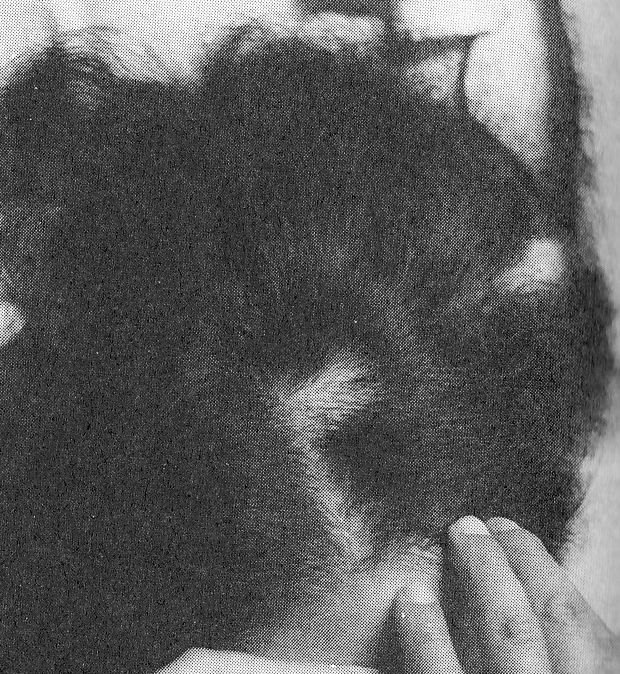
八鹿高校事件で暴力を受けた女性被害者の写真。頭髪がむしられた痕が残っている。

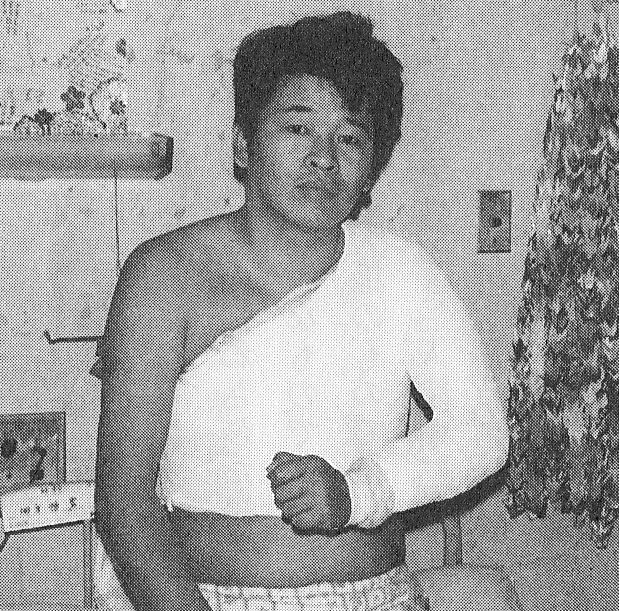
八鹿高校事件で暴力を受けた被害者の写真。左肩甲骨を折られている。

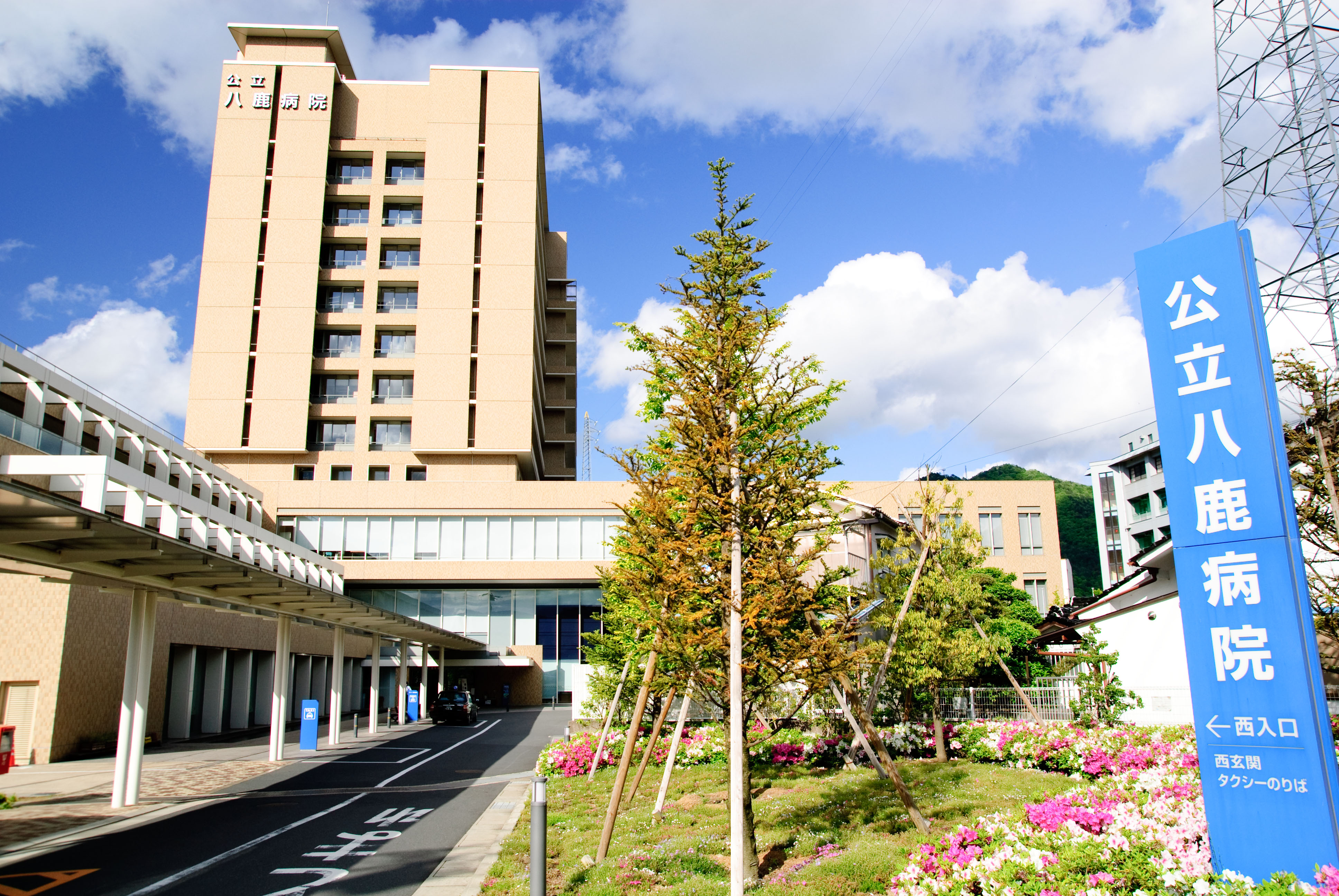
瀕死の重傷者を含む被害者たち29名が入院した公立八鹿病院。被害者の入院日数は最長で109日間に及んだ。

神戸地裁豊岡支部における民事裁判では、部落解放同盟員らによる以下の不法行為が事実認定された。
- 「差別のことを考えたら、お前らの命なんか大したことはない」と怒号しつつ、教師の頭や顔や腹や腰を蹴り、肩を踏みつけたり蹴ったりした他、頭髪を引っ張り、「折ったろか」と言いつつ腕をねじ上げる[140]。
- 体育館内で教師を引きずって移動し「お前らみたいな共産党は殺したってどうちゅうことないんだ」と脅す[141]。
- バケツを教師の頭にかぶせてガンガン叩き「わりゃ共産党か、殺したろか」などと言いながら脇腹を突き、顔を殴り、ハンドマイクを耳元に当てて怒鳴り、何杯も水をかけ、腹を踏みつける[141]。
- 「ものを言え」「水を飲んだらものを言うか、水飲ましたれ」などと言って、雑巾バケツや湯飲み茶碗で汚水を無理やり口の中に注ぎ込む[141]。
- 顔に往復ビンタを浴びせ、みぞおちを殴り、メリケンサックで顔や腹を10数回殴り、「タバコ吸いたいだろう」と言って、火のついたタバコを顔に押しつける[141]。
- 無理に自己批判書を書かせた上、自己批判書は自分の意思で書いたことを認めさせる[141]。自己批判書には、これまで行って来たことは差別教育だったと書くよう要求[142] し、「解放同盟と連帯して部落解放のため闘う」旨を書かせる[143]。
- 解放研部室に数人で教師を連行し、ネクタイをつかんで顔を殴打、タバコの火を顔に押しつけ、「お前部落差別の苦しみわかっとるか、部落差別だれが作ったか言うてみい」と詰問。答えると、「お前らみたいな者に教えてもらおう思わへん」と言って殴る[144]。「お前らは部落民の苦しみが判るか、判らなければ判らせてやる、まだこんな事ではすまんぞ」と怒鳴り散らす[145]。
- 「お前もわしらと同じようにしたろか」と言って教師の手を机に押さえつけ、左手の小指めがけて椅子を打ち下ろす[144]。
- 教師が吐き気を訴え、意識が朦朧としてくると「そんなもん休ましたらあっかい（地元の方言で「だめだ」の意味）」と言って叩き、「寝たらあかん」と言って顔や首にタバコの火を押しつけ、「下向いたらあかん」と言ってメリケンサックをつけた手で顎を殴る[144]。
- 「言うことをきかんかったら二階から突き落とすぞ」「お前も家族おるやろ、家族をここへ連れて来て糾弾するぞ」[146]「お前女房おるか、おるならここへ連れてきて一緒にやったる」[147] などと脅す。
- 女性教師を4人で取り囲んで詰問し、髪の毛を引っ張り、板壁に頭を打ちつけ、顔を平手や手拳で10回ほど叩き、胸を数回小突き、耳元で「つんぼか」と怒鳴る[148]。女性教師が黙っていると「こいつはしぶとい、女やいうて甘うせんぞ」などと言い、体育館から別の場所に引きずって行き、冷水をバケツで二杯背中に流し込み、前からも一杯前身に浴びせ、襟首をつかんで投げ飛ばす[148]。
- 女性教師に「何を教えとるん」と質問[149]。女性教師が黙っていると、左耳を右手でつかみ、耳元で「わからんのか、おしか」と大声で怒鳴る[149]。さらに「まだしゃべらんのか」と言って髪の毛を引っ張り、やかんの水を頭からかける[149]。
- 当時24歳の[150] 女性教師を大勢で取り囲み、差別教育をしていたことを書けと要求。女性教師が拒否すると、蹴ったり髪を引っ張ったり首を絞めたりする暴行を加え、さらに体を抱き上げて身体中を触り、タイツを脱がせようとする[142]。

被害者の中で最年少の当時24歳の女教師は「『やってしまえ』の声とともにタイツを脱がされかけ、『自己批判書を書きます』と言わされた」と第42回刑事公判で証言した。これは部落解放同盟員による強制わいせつ行為として、弁護士の山内康雄から批判されている。西岡幸利（兵庫県高教組）は、次のように記している。

衆院議員の山原健二郎（日本共産党）は、第73回国会・衆議院文教委員会（1974年11月25日）で「あるお産をしたばかりの女教師は、ほとんど下着一枚になり、乳房も出ておるという状態の中で、人事不省におちいって入院をいたしております」と発言している。
原告57名のうち、29名が入院し、13名が事件後も後遺症に悩まされ続け、地方公務員災害補償基金障害等級12級から14級の認定を受けている。

## 控訴審判決と「糾弾権」
大阪高裁における刑事裁判の控訴審は以下のとおり判示した。
これをもって裁判所が「糾弾権」を認めたと喧伝する向きもあるが、判決はさらに
と続いており、結論としては本事件における糾弾行為の法的根拠を否定する内容となっている。
神戸地裁豊岡支部における民事裁判でも、1990年3月28日に「被告ら主張の糾弾権なるものは実定法上何ら根拠のないもの」と認定された（裁判長裁判官・白井博文、右陪席裁判官・栃木力、左陪席裁判官・浅見健次郎）。
法務省もまた「本判決は、一般的・包括的に、糾弾行為を自救行為として是認したものではないことに留意しなければならない」「本判決は、前記のとおり、「糾弾する権利」を認めたものではないから、もとより「糾弾を受けるべき義務」を認めたものでもない」と解説している。

## 事件の余波

### 部落地名総鑑の出現
事件後、1975年から『同和地区地名総鑑全国版』（1975年初出）、『全国特殊部落一覧』（労政問題研究所、1975年2月初出）、『人事極秘　部落地名総鑑』（京極公大こと坪田義嗣、企業人材リサーチ協会・企業防衛懇話会、1975年4月初出）、『（○の中に特）分布地名』（本田治、本田秘密探偵社、1976年3月初出）が出まわって問題となったが、このうち『人事極秘　部落地名総鑑』の売り込みの文句は

と、本事件による一般人の恐怖心を意識した内容となっていた。「この事件は…部落問題に関わることへの忌避感情をより強く植えつける結果をもたらしたことは否めない」と記している事典もある。ただし被差別部落の一覧をまとめた本は、矢田事件（1969年）の直後から『日本の部落』（遠藤栄一、労政経済研究会、1969年初出）、『全国特殊部落リスト』（鈴木守立、田中靖造、労政問題研究所、1970年初出）、『大阪府下同和地区現況』（鈴木守立、田中靖造、労政問題研究所、1972年初出）、『特別調査報告書』（布上善之、サンライズ・リサーチ・センター、1974年初出）などの題名で刊行されていた。また、同和団体による集団暴力事件は全国水平社の時代から発生していた。

このような地名総鑑の登場について、諫山博（衆参院議員・日本共産党）は
と批判した。

### 日教組と全教
日本社会党や部落解放同盟と共闘関係にある日教組は、八鹿高校事件で部落解放同盟を擁護し、被害者たちを批判する立場に終始した。
これに対し、八鹿高校事件の被害者たちを擁護する兵高教組は1991年、全教に加わり、日本共産党や全解連と協力・共同の関係を保ち、今日に至っている。

### 天理西中学校事件
また、1989年に奈良県天理市で起きた天理西中学校事件では部落解放同盟奈良県連の同盟員らが「八鹿のように闘うぞ」とのシュプレヒコールとともに暴行傷害・器物損壊行為に及んでおり、「第二の八鹿高校事件」と呼ばれた。

### 事件後の八鹿高校
八鹿高校の入学者数は減少が進んだ。もともと八鹿高校は普通科と職業科に分かれており、部落出身生徒の多くは職業科に在籍していたが、1976年には職業科が分離して兵庫県立但馬農業高等学校に統合された。
2012年現在、八鹿高校の生徒数は640人ほどで、事件当時の半分程度に減少している。暴力事件の現場となった第二体育館が建て替えられた理由の一つも「事件の忌まわしい記憶を消したいため」であったと、同校校長の北井清は述べている。

### 後日談
主犯丸尾良昭は部落解放同盟を除名された後、2007年にNPO法人「部落解放・人権ネット南但地協」を創立し、代表者を務めている。地元の被差別部落の区長をも務めた。
2012年、八鹿高校事件被害者の元教師3人に、養父市議選（2012年10月21日投票）における公職選挙法の文書違反の嫌疑がかかり、2013年4月24日 には兵庫県警が家宅捜索を行い、その後も断続的に任意の事情聴取が行われている。日本共産党はこの事件を「養父不当捜査事件」と呼び、警察に抗議している。
被疑事実は、市議選中に元教師から八鹿高校卒業生宅に届いたとされる「あの日のことを思い出してほしい」という手紙が公選法違反とされたものであり、地元住民からは「八鹿高校事件の時、警察は傍観していただけだった。なぜこんなことで捜査するのか」との批判の声があるが、3年の公訴時効が迫った2014年11月の段階でも任意捜査が続いており、日本国民救援会などが兵庫県警に抗議している。
刑事事件の専門家によると、公選法事案で半年後に家宅捜索を行うのは異例の事態であり、また押収品還付後に捜査終結や送検を行わないのも異例の対応で、この度の兵庫県警のやり方は捜査実務上不可解であるという。

## 関連図書

### 部落解放同盟を支持する立場からのもの
- 狭山差別裁判取消し、無実の石川一雄即時釈放要求中央闘争委員会編集「狭山差別裁判」第14号「特集八鹿高校事件の真相はこうだ : 仕組まれた暴行と差別教育の実態」（狭山差別裁判取消し、無実の石川一雄即時釈放要求中央闘争委員会, 1974）
- 兵庫県教育研究所「凍った炎（八鹿高校差別事件）」上下（明治図書出版, 1975）
- 高杉晋吾『部落差別と八鹿高校』（三一書房, 1975）
- 久保井規夫「ドキュメント・ルポ兵庫県八鹿教育差別事件の真相燃えよ但馬」（教育労働出版会, 1975）
- 月刊「部落解放」65・66号所収「特集　兵庫・八鹿高校差別教育事件の真相」（解放出版社, 1975）
- 全国解放教育研究会「但馬の雪の下で　八鹿高校差別教育事件の背景」（明治図書出版, 1976）
- 田宮武「生きて闘って―南但馬の部落差別と解放運動」（兵庫部落解放研究所, 1982）
- 田宮武「被差別部落の生活と闘い」（明石書店, 1986）

### 部落解放同盟を批判する立場からのもの
- 兵庫県養父郡兵庫県立八鹿高等学校生徒自治会「八高11・22その日　第1集」（1974）[178]
- 兵庫県養父郡兵庫県立八鹿高等学校生徒自治会「八高11・22その日　第2集」（1975）[178]
- 兵庫県養父郡兵庫県立八鹿高等学校八鹿高校新聞部「八鹿高校新聞」（1975）[178]
- 兵庫県養父郡八鹿町町立八鹿中学校「母親の手記」（1975）[178]
- 八鹿高校教職員家族会「絆　11.22八高事件」[178]
- 兵庫県高等学校教職員組合八鹿高等学校分会「八鹿から全国へ全国から八鹿へ―八鹿高校事件の真実」（汐文社, 1975）
- 東上高志「ドキュメント八鹿高校事件」（汐文社, 1975）
  - のち東上高志「東上高志同和教育著作集」第18巻 (ドキュメント八鹿高校事件) （部落問題研究所, 1993.6）に収録
- 「解同」朝田一派のいっさいの暴力から国民のいのちと人権, 教育と自治をまもる中央連絡会議編「「解同」朝田派による暴力,教育・自治破壊の実態と公正・民主的同和行政 : 資料集」（「解同」朝田一派のいっさいの暴力から国民のいのちと人権, 教育と自治をまもる中央連絡会議, 1975）
- 季刊「同和教育運動」7 特集「八鹿高校事件と同和教育運動」（部落問題研究所, 1975）
- 杉尾敏明編「資料・八鹿高校の同和教育―方針・展開・体制」（神戸部落問題研究所, 1975）
- 兵庫県高等学校教職員組合八鹿高校分会編「資料八鹿高校事件 : 解同朝田派の教育破壊と住民支配の実態」（兵庫県高等学校教職員組合八鹿高校分会, 1976）
- 兵庫県高等学校教職員組合八鹿高校分会編「八鹿は屈しない 八鹿高校事件・朝来事件裁判の現状 被害者の目をとおして」（公正・民主的同和行政の推進、地方自治と教育、人権を守る兵庫県共闘会議, 1976）
- 兵庫県高等学校教職員組合八鹿高校分会編「八木川広く深き流れに : 八鹿高校事件3周年記念写真集」（八鹿・朝来暴力事件3周年記念事業実行委員会, 1977.11）
- 八鹿の真実を守る会編「八鹿高校事件の真実: 但馬からのレポート」（部落問題研究所出版部, 1978.3）
- 「八木川の流れ絶えることなく いま、あらためて語る“あの日々”のすべて」（公正民主的な同和行政と地方自治・教育・人権を守る兵庫県共闘会議, 1981）
- 杉尾敏明「部落解放と民主教育―現代同和教育論」（青木書店, 1985.3）p.251-264
- 瀬川負太郎「部落問題の状況 糾弾、土地転がしの総決算」（小倉タイムス, 1985.4）
- 吉開那津子「希望」上下（新日本出版社, 1987）
- 成沢栄寿「部落解放同盟」はいま（部落問題研究所, 1989.10）
- 朝治武・灘本昌久・畑中敏之編「脱常識の部落問題」（かもがわ出版, 1998）p.108-116掲載、上丸洋一「少数者は常に正しい、わけではない」
- 自由法曹団「自由法曹団物語 世紀をこえて」上下（日本評論社サービスセンター, 2002）
- 東上高志「川端分館の頃」（部落問題研究所, 2004）
- 一ノ宮美成, グループK21「同和利権の真相〈4〉」（宝島社, 2006.12)
- 部落問題研究所編「部落問題解決過程の研究」第1巻(歴史篇) （部落問題研究所出版部, 2010.11）
- 八鹿・朝来暴力事件と裁判闘争　1974－1996　（公正・民主的な同和行政と地方自治・教育・人権を守る兵庫県共闘会議, 1996）
- 兵庫人権問題研究所編 編『今、あらためて八鹿髙校事件の真実を世に問う : 一般社団法人兵庫人権問題研究所開所40周年記念 : 「八鹿高校事件」40周年』兵庫人権問題研究所、2014年。全国書誌番号:22497412。

### それ以外の立場からのもの
- 佐々淳行『菊の御紋章と火炎ビン』（文藝春秋社、2009年）p.269-273
- 上原善広「誰も書かなかった「同和教育」 3タブー・八鹿高校事件」（「文藝春秋」2012年2月号）[注釈 17]

のち改稿の上『差別と教育と私』（文藝春秋社、2014年）に収録。

### 判決書全文
- 部落解放研究所編『戦後 部落問題関係判例[資料編]』p.205-317（部落解放研究所, 1995）ただし刑事判決のみ収録。
- 『八鹿高校事件民事訴訟判決集(全文)』（公正民主な同和行政と地方自治・教育と人権を守る兵庫県共闘会議, 1990）民事判決を収録。

## 関連映画
『八鹿高校事件原告団「映画・八鹿高校事件』
兵庫県高等学校教職員組合但馬支部、1975年。
2014年、兵庫人権問題研究所によりDVD形式で復刻された。
『八鹿高校事件・朝来暴力事件─八鹿からあなたへ─控訴審の支援をおねがいします』
企画＝兵庫県人権共闘、協力＝中央連絡会議、製作＝サウンドユー・プロダクション、1984年。。
このほか、部落解放同盟が事件当日に凶行現場を撮影した8ミリフィルムが存在するが、警察に押収されており、一般公開はされていない。